# セレネとエンデュミオン
『セレネとエンデュミオン』（仏: Séléné et Endymion、英: Selene and Endymion）は、17世紀フランスの巨匠ニコラ・プッサンが1630年ごろ、キャンバス上に油彩で制作した絵画である。月の女神セレネと羊飼いの青年エンデュミオンを主題としており、1661年にフランスのマザラン枢機卿のコレクションの蔵品目録に『太陽神の馬車のあるエンデュミオン』として記載されている作品である。その後、様々な所有者を経たが、1936年に購入されて以来、デトロイト美術館に所蔵されている。

## 作品
この絵画に表わされているのは、月の女神セレネの最も名高い恋愛譚である。ある日、彼女は天から山中で羊を放牧する青年エンデュミオンを目にし、一目で恋に落ちた。彼は、人間とは思えないほどの美しい容貌をしていたのである。恋の虜になったセレネは彼をラトモス山へと連れ去ってしまう。しかし、人間であるエンデュミオンはやがて死ぬ運命にあり、それは彼女には耐えられないことであった。セレネはゼウスに頼み、エンデュミオンを永遠に若いまま、しかし眠りながら生き続けさせる。こうして、月の女神であったセレネは、夜ごとエンデュミオンのもとを訪れることになったのである。
画面には、夜が終わる前にセレネがエンデュミオンのもとを去ろうとする情景が描かれている。エンデュミオンは悲しげにセレネの前に跪き、セレネはエンデュミオンの肩に手を置いているが、どうすることもできない。セレネの肩の上のプットは彼女に立ち去る時を知らせて促しているのであろう。すでに太陽神アポロンが4頭の馬に引かれる馬車に乗り、曙の女神アウローラの先導で姿を現してきた。右側では夜の女神が太陽に向かって、「眠りの垂れ幕」を引いているところである。彼女の足元には2人の子供がいる。1人は暗所に眠り、もう1人は半ば身体を起している。彼らの背後では、眠りの神ヒュプノスがまだ眠っている。これらすべての細部は、プッサンの時代まで伝承されてきた図像に合わせたものである。なお、セレネは、狩りの女神ディアナのアトリビュート (人物を特定する事物) である三日月を頭部に着けているが、それはディアナがセレネと同一化されたためである。
セレネのほっそりとした身体は、プッサンがローマのカピトリーノ美術館で見ることができたセレネとエンデュミオンを表わした古代の石棺レリーフから採られたものである。また、彼女の肩にいるプットや眠っているヒュプノスも、同様に同じレリーフにあったものである。